# Zhang Xiling
Zhang Xiling (ur. 10 października 1979) – chiński zapaśnik w stylu klasycznym. Zajął 23 miejsce w mistrzostwach świata w 1999. Srebrny medalista mistrzostw Azji w 2000 roku.